# Тимур-хан
Тимур-хан (*д/н — 1412) — хан Золотої Орди в 1410—1412 роках.

## Життєпис
Походив з династії Чингізидів. Син хана Тимур-Кутлука, який загинув у 1399 році. У 1410 році за допомогою Нур ад-Діна, сина беклярбека Едигея, повалив свого стриєчного (за іншими відомостями рідного) брата — хана Пулада. Невдовзі вступив у конфлікт зі впливовим Едигеєм. Боротьба почалася наприкінці 1410 року, а вже у 1411 році Едигей вимушений був відступити до Хорезму.
Хан почав переслідувати супротивника, взявши його в облогу в Ургенчі. Під час цього походу волзькі області опинилися без захисту. Цим скористався Джелал ад-Дін, син хана Тохтамиша, що за допомоги великого князя Литовського Вітовта рушив на здобуття трону в Орді. В результаті Сарай-Берке, столиця Золотої Орди, опинилася у владі суперника Тимур-хана. При цьому він остаточно не здолав Едигея, що отаборився в Ургенчі. Зрештою у 1412 році Тимур-хана було вбито власним військовиком Газаном (або Гассаром), який перейшов на бік Джелал ад-Діна.